# Construction Point
Der Construction Point ist eine Landspitze an der Borchgrevink-Küste des ostantarktischen Viktorialands. Sie liegt im Norden der Hallett-Halbinsel und markiert sowohl die Westseite der Einfahrt zur Willett Cove als auch das südliche Ende des Seabee Hook.
Teilnehmer der ersten Operation Deep Freeze der United States Navy nahmen im Januar 1956 eine Vermessung von Bord des Eisbrechers USCGC Edisto vor. Das Advisory Committee on Antarctic Names benannte die Landspitze 1956 in Anlehnung an die Benennung des Seabee Hook, der seinen Namen nach den construction battalions erhielt, den Bautrupps der US Navy.